# Lista över upplandsspelmän
Listan baserad på Lista över svenska folkmusiker, Socknar i Uppland och kategorierna Upplandsspelmän, Svenska fiolspelmän och Riksspelmän

## Uppland

### Älvkarleby
- Vilhelm Gelotte[1]
- Karl Erik Hellström[1]

### Tierp
- Jonas Skoglund[1]

### Östhammar
- Emil Adolf Sjulander[1]

### Börstil
- John Mattsson[1]

### Hökhuvud
- Algot Molander[1]

### Films
- Gustaf Jernberg[1]
- Justus Gille[1]
- Karl Svensk[1]

### Harbo socken
- August Bohlin[1]

### Uppsala
- Carl Liljefors[1]
- Carl Herman Erlandsson[1]

### Funbo
- Johan Lundin[1]

### Skokloster
- Gustaf Edvard Ekström[1]

### Hilleshög
- Karl Fredrik Haglund[1]

### Sånga
- Johan Erik Vallin[1]
- Johan Erik Andersson[1]

### Färentuna
- Gustaf Helmer Gustafsson[1]

### Skå
- Per Fredrik Lundqvist[1]

### Rasbo
- Karl August Andersson[1]